# Inverzió (matematika)

Az inverzió definíciója 2 dimenzióban egy kör vagy 3 dimenzióban egy gömb esetén, melynek M a középpontja és R a sugara:

Az inverzió geometriai transzformáció, ami nem hasonlósági transzformáció, de az érintkezést megtartja.
Legyen kijelölve egy {\displaystyle G} gömb az {\displaystyle E} euklideszi térben; középpontját jelölje {\displaystyle O}, sugarát {\displaystyle r}. A {\displaystyle G} gömbre vonatkozó inverzióban az {\displaystyle x} pont képe megadható vektorosan: {\displaystyle {\frac {xr^{2}}{|x|^{2}}}.} Másként: {\displaystyle x} képe az a pont, ami az {\displaystyle Ox} félegyenesen van, és a középponttól mért távolsága {\displaystyle r^{2}/|x|.}
Ekkor {\displaystyle G} az inverzió alapgömbje. A {\displaystyle O} pont az inverzió középpontja vagy pólusa, {\displaystyle r^{2}} az inverzió hatványa.

## Tulajdonságai
- Négyzete az identitás, azaz egy pont invertált képének invertált képe önmaga.
- Fixpontjai az alapgömbjének pontjai.
  - A középpontján átmenő hipersíkokat és az alapgömböt merőlegesen metsző gömböket önmagukba viszi.
- Megcseréli az alapgömb belsejét és külsejét.
- Nincs értelmezve a középpontjában. A végtelen távoli ponttal bővített térben a középpont a végtelenbe képződik.
- Gömb vagy hipersík képe gömb vagy hipersík.
- Szögtartó, érintkezéstartó a gömbök és hipersíkok körében.
- Az alacsonyabb dimenziós gömbök és alterek körében is szögtartó és érintkezéstartó.
  - A középpontban érintkező gömbök és hipersíkok képei párhuzamos hipersíkok.
- A metsző altérre vett leszűkítése is inverzió. Ennek alapgömbje az inverzió alapgömbjéből kimetszett alacsonyabb dimenziós gömb.
- Irányításváltó.

## A komplex számsíkon

A piros alapkör középpontján át nem haladó (balra) és áthaladó körök (jobbra) inverzei

A 2-dimenziós, síkbeli inverzió tekinthető a komplex számokon értelmezett függvénynek. Különösen egyszerűen lehet tárgyalni az egységkörre vett inverziót:
A {\displaystyle z} komplex szám inverze {\displaystyle w={\frac {1}{\bar {z}}}.}
Így bizonyíthatók a síkbeli inverzió következő tulajdonságai:
- A középponton átmenő kör középponton át nem menő egyenesre képeződik
- Annak a körnek a képe, ami nem megy át a középponton, a középponton át nem menő kör
- Az inverzió nem reguláris függvény, mert megváltoztatja az irányítást. Másként: nem reguláris, mert előáll az {\displaystyle 1/z} és a konjugálás kompozíciójaként, és a konjugálás nem reguláris.